# Hal Sparks
Hal Harry Magee Sparks III (Cincinnati, em 25 de setembro de 1969) é um ator, comediante, apresentador de televisão e vocalista de heavy metal estadunidense, conhecido por ter atuado na série de televisão Queer as Folk, e por ter apresentado o programa Talk Soup, em sua terceira fase. Também é conhecido por atuar no programa do Disney XD "Lab Rats".

## Zero 1
Zero 1 é um grupo de rock primeiramente composto por Hal Sparks, Robert Hall, e Miles Loretta. A banda foi originalmente fundada sob o nome "The Hal Sparks Band".
Robert Hall possui sua própria criação / FX company em Hollywood chamado Almost Human. Ele foi o criador de personagens para as populares séries "Buffy the Vampire Slayer" e "Angel". Ele estava envolvido em algum trabalho protético em Talk Soup, onde conheceu e tornou-se amigo de Hal. Em 2004, ele escreveu e dirigiu seu próprio filme chamado Bug Lightning, estrelado por Sparks.
Miles Loretta é primo de Hal Sparks e foi tocar bateria desde que ele estava na 7 ª série. Usou-se para ser o baterista de uma banda chamada Rosavelt e tem bateria para artistas como Tim Easton e Doug Gillard. 
The Sacred Nothing: 
Álbum lançado em 2010, com modificações na banda, agora formada por Hal Sparks, Brian Crow, Bumper Renga, Lance Tamanaha.

## Lab Rats
Hal Sparks participou do seriado de televisão "Lab Rats" interpretando Donald Davenport. Um bilionário excêntrico e inventor genial. Como mentor dos três super-humanos adolescentes da trama, Sparks trouxe uma mistura única de humor e sabedoria para o papel. O personagem de Donald Davenport foi crucial para o desenvolvimento da trama, fornecendo tecnologia de ponta e orientação moral enquanto os jovens heróis enfrentavam desafios tanto dentro quanto fora do laboratório.